# Jerry Goodman

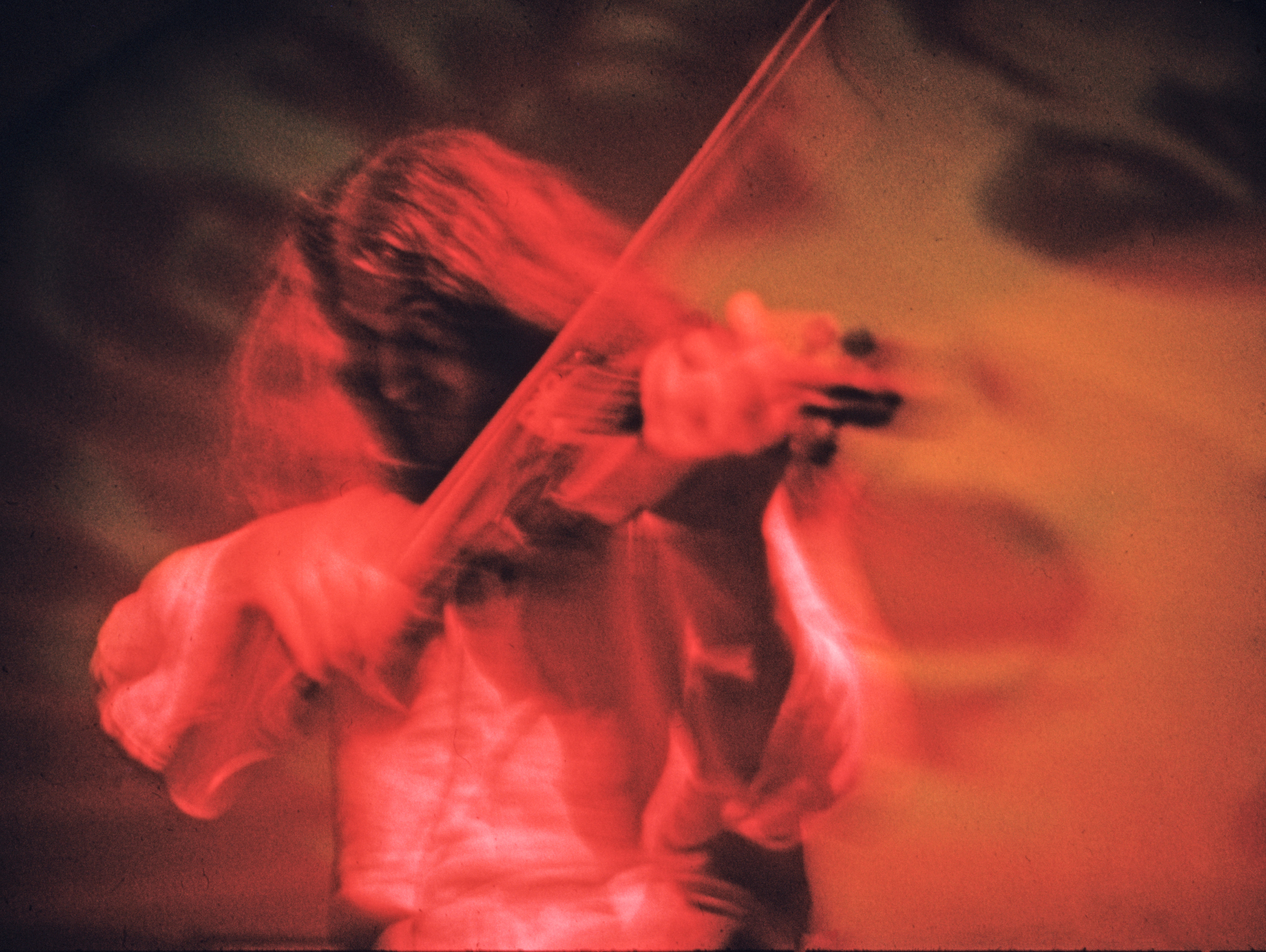
Goodman (1970 in London)

Jerry Goodman (* 16. März 1949 in Chicago, Illinois) ist ein US-amerikanischer Geiger, der vor allem durch sein elektrisch verstärktes Geigenspiel als Mitglied der Fusion-Bands The Flock und Mahavishnu Orchestra bekannt wurde.

## Leben
Als Kind erhielt Goodman eine klassische Ausbildung auf der Geige. In den späten 1960ern arbeitete er als Roadie für die Band The Flock, deren Mitglied er schließlich wurde. 1970 verließ er die Gruppe, um sich nach Wisconsin zurückzuziehen.
John McLaughlin engagierte Goodman 1971 für die Aufnahmen zu seinem Album My Goal's Beyond und für sein Projekt Mahavishnu Orchestra.
Nachdem sich das Mahavishnu Orchestra 1973 aufgelöst hatte, nahm Goodman mit Jan Hammer das Album Like Children auf. Seine nächsten Aufnahmen, drei Soloalben, machte er erst Mitte der 1980er. Er war mit seiner eigenen Band sowie mit Shadowfax und den Dixie Dregs auf Tour.
Im Laufe der Zeit begleitete Goodman zahlreiche bekannte Musiker bei ihren Aufnahmen (so Oregon (Band), Vasant Rai oder Michel Polnareff) und machte Musik für verschiedene Filme. Nach langer Pause trat er 2005 wieder auf, zu hören auf dem Album Live at the Queen Elizabeth Hall von Gary Husband und seiner Force Majeure. In den letzten Jahren war er auch auf Alben von Joe Cocker, Nektar, Antoine Fafard, Carl Verheyen, Gavin Harrison mit Antoine Fafarad und von Shadowfax zu hören.

## Diskografie (Auswahl)

### Mit The Flock
- The Flock (1969)
- Dinosaur Swamps (1971)

### Mit dem Mahavishnu Orchestra
- The Inner Mounting Flame (1971)
- Birds of Fire (1973)
- Between Nothingness and Eternity (live, 1973)
- The Trident Sessions (aufgenommen 1973, veröffentlicht 1999)
- Electric Guitarist (1978)

### Mit Jan Hammer
- Like Children (1974)

### Mit Derek Sherinian
- Black Utopia (2003)

### Mit Jarek Śmietana
- A Tribute to Zbigniew Seifert (JSR Records 2009, mit Didier Lockwood, Krzesimir Dębski, Christian Howes, Mark Feldman, Maciej Strzelczyk, Adam Bałdych, Pierre Blanchard, Mateusz Smoczyński, Jarek Śmietana, Zbigniew Wegehaupt, Adam Czerwiński, Janusz Grzywacz, Piotr Wyleżoł, Sławek Berny)[3]
- Special Jazz Sextet & Jerry Goodman, Jarek Śmietana: Projekt Elbląg (Allegro 2011, mit Marcin Gawdzis, Artur „Żółwik“ Olewniczak, Szymon Zuehlke, Bartek Krzywda, Janusz Mackiewicz, Grzegorz Sycz sowie Przemek Dyakowski)[4]

### Soloalben
- On the Future of Aviation (1985)
- Ariel (1986)
- It’s Alive (1987)
- Violin Fantasy (2016, Kompilation)